# Paraleptoneta bellesi
Paraleptoneta bellesi är en spindelart som beskrevs av Ignacio Ribera och Lopez 1982. Paraleptoneta bellesi ingår i släktet Paraleptoneta och familjen Leptonetidae.
Artens utbredningsområde är Tunisien. Inga underarter finns listade i Catalogue of Life.